# Entodon nepalensis
Entodon nepalensis är en bladmossart som beskrevs av U. Mizushima in Noguchi in H. Hara 1966. Entodon nepalensis ingår i släktet Entodon och familjen Entodontaceae. Inga underarter finns listade i Catalogue of Life.